# Цветниковский сельсовет
Цветниковский сельсовет — сельское поселение в Здвинском районе Новосибирской области Российской Федерации.
Административный центр — село Цветники.

## История
Статус и границы сельского поселения установлены Законом Новосибирской области от 2 июня 2004 года № 200-ОЗ «О статусе и границах муниципальных образований Новосибирской области»

## Население
| 1985  | 1987  | 2002  | 2004  | 2005  | 2006  | 2007  |
| ----- | ----- | ----- | ----- | ----- | ----- | ----- |
| 1267  | ↗1352 | ↘1270 | ↘1259 | ↗1266 | ↗1278 | ↘1230 |
| 2008  | 2009  | 2010  | 2012  | 2013  | 2014  | 2015  |
| ↘1212 | ↗1216 | ↘1088 | ↘1065 | ↘1042 | ↘1024 | ↘1000 |
| 2016  | 2017  | 2018  | 2019  | 2020  | 2021  |       |
| ↘977  | ↘961  | ↘932  | ↘918  | ↘896  | ↘885  |       |

## Состав сельского поселения
| № | Населённый пункт | Тип населённого пункта       | Население |
| - | ---------------- | ---------------------------- | --------- |
| 1 | Михайловка       | деревня                      | ↘251      |
| 2 | Цветники         | село, административный центр | ↘725      |
| 3 | Чича             | деревня                      | ↘112      |